# Palais Malatesta (Fano)
Le Palais Malatesta est un bâtiment historique qui était le siège de la seigneurie de la Famille Malatesta à Fano. Il est situé dans le centre-ville, surplombant la Place XX Settembre, à côté du Teatro della Fortuna (it), à la jonction entre la Via Galeotto, la Via Montevecchio et la Via Nolfi. Il est de style Renaissance mais ce que l'on peut admirer aujourd'hui est aussi le résultat de modifications et d'interventions architecturales qui ont eu lieu au cours des six siècles suivant sa construction.

## Historique

### Construction (de 1357 à 1463)
La domination des Malatesta à Fano commença avec Galeotto Ier Malatesta qui devint officiellement seigneur de Fano avec le titre de Vicaire apostolique en 1357. Leur règne dura plus de cent ans, durant lesquels la ville connut un grand développement.
Voulant une résidence officielle pour contrôler la ville, Galeotto Ier fit construire lesdites « anciennes maisons Malatesta ». L'emplacement d'origine du Palais Malatesta était uniquement sur la Place Maggiore (aujourd'hui Place XX Settembre), à côté du Palazzo della Ragione (ou Palazzo del Podestà), la zone centrale de Fano ; On suppose que la zone était déjà occupée à l'époque romaine et au début du Moyen Âge par des bâtiments publics. Aujourd'hui, cette partie ancienne du bâtiment abrite la direction de la Fondation Cassa di Risparmio di Fano.
En 1385, Pandolfo III Malatesta devint seigneur de Fano et, non content de la résidence de son père, l'agrandit sur le front ouest avec une architecture de style gothique tardif. Les travaux de ladite « Casa nuova del signore » commencèrent en 1413 et furent achevés en 1421 lorsque Pandolfo III s'y installa définitivement avec sa cour, faisant de Fano une ville active du point de vue artistique et culturel.
Vers 1440, le fils de Pandolfo, Sigismond Malatesta, apporta quelques modifications au palais, assisté de l'architecte Matteo Nuti de Fano.
Le Palais Malatesta resta la résidence de la famille Malatesta jusqu'à l'effondrement de la seigneurie (survenu en 1463) lorsque la ville de Fano passa aux mains du duc d'Urbino, Federico da Montefeltro.
Selon la tradition Galéas Marie Sforza serait né à l'intérieur du Palais Malatesta en 1444 et César Borgia y aurait établi le siège de la commission du duché de Romagne.

### Siège de la municipalité de Fano (de 1463 à 1874)
En refusant de se soumettre au duché d'Urbino, la ville de Fano obtint de l'Église la reconnaissance en tant que commune : le Palais Malatesta avec sa splendeur baroque (dont il ne reste aujourd'hui aucune trace) devint ainsi le symbole de la « Libertas Ecclesiastica (it) », célébrée avec l'Arc Borgia-Cybo.
Au Moyen Âge, l'étage principal du Palais fut transformé en siège de la Municipalité avec l'installation d'un gouverneur papal ; Le Grande Salle (où se trouve aujourd'hui la galerie d'art) devint le centre de la vie politique et sociale de la ville : des réunions, des fêtes et des banquets s'y déroulaient, y compris pour des invités illustres (comme le pape Clément VIII en 1598, la reine Christine de Suède en 1655, en l'honneur de laquelle l'Arche de la Reine fut construite sur la façade nord, et le roi d'Angleterre Jacques III Stuart en 1718).

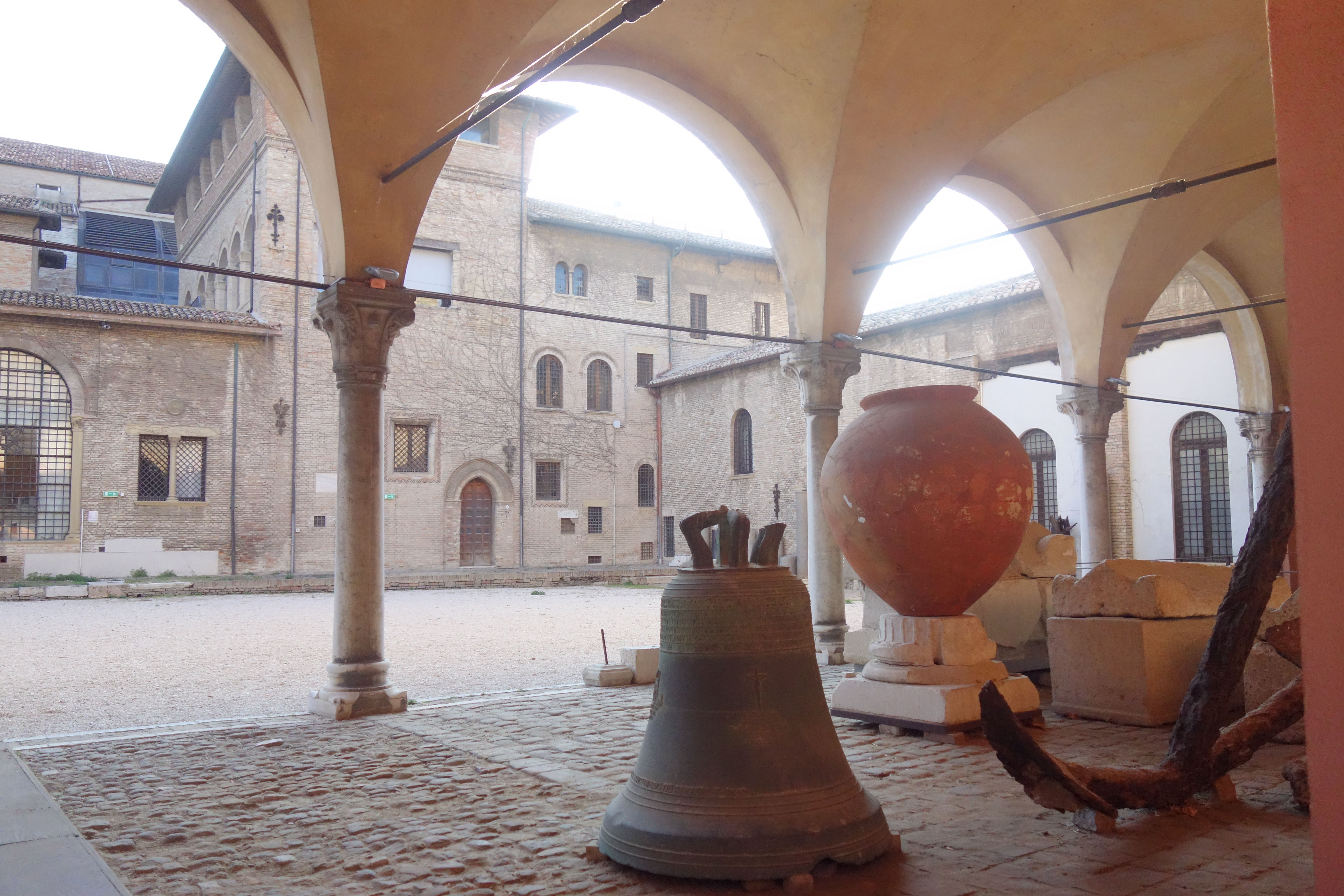
Cour malatestiane.

En 1518, un incendie dévastateur détruisit certaines pièces du Palais Malatesta, par la suite un nouvel étage avec des fenêtres en œil-de-bœuf fut ajouté et l'escalier fut reconstruit (sous le pontificat du pape Paul III Farnèse ) et la loggia en utilisant des colonnes ioniques en pierre d'Istrie.
Lors des pillages de l'époque napoléonienne, Fano fut vidée de ses richesses et le Palais Malatesta perdit son ancienne splendeur, qui ne fut redécouverte qu'en 1822 grâce aux représentations lyriques et dramatiques organisées dans la Grande Salle ; celle-ci fut modifiée par l'installation de loges et d'une scène afin de remplacer le Teatro della Fortuna (en restauration) ; ainsi le théâtre provisoire communal du palais Malatesta fut actif entre 1841 et 1859, lorsque le Teatro della Fortuna rénové rouvrit ses portes.
Suite au tremblement de terre dans la nuit du 17 au 18 mars 1874, l'étage principal du Palais (avec la chapelle de la cour et quelques salles) fut entièrement démoli, si bien que le siège de la Municipalité fut déplacé.

### Restaurations (de 1898 à 1930)
En 1882, le Palais Malatesta risquait d'être complètement démoli pour faire place à un nouveau bâtiment municipal.
En 1898, l'ingénieur Giuseppe Balducci adapta l'aile nord commandée par Pandolfo III pour abriter le musée civique et la galerie d'art en abaissant le toit, en rouvrant le portique intérieur, en reconstruisant la tourelle à partir de zéro et en ajoutant des créneaux guelfes.
Après le rachat par la Caisse d'épargne de Fano, à partir de 1930, les « anciennes maisons Malatesta » (identifiables à la résidence d'origine des Malatesta) ont été soumises à une restauration en style pseudo-Renaissance et faussement malatestienne par l'architecte Calza Bini, une intervention qui rend aujourd'hui difficile la distinction du premier noyau architectural d'avec les éléments de la dernière modification. L'Arc de la reine Christine de Suède a également été démoli par le même homme.

### Depuis 1930
Après la dernière restauration en 1930, le Palais Malatesta n'a subi aucune autre transformation (même après la Seconde Guerre mondiale) ; l'adaptation de la cour intérieure en théâtre de plein air constitue toutefois une exception. 
En 1957, le Conseil municipal décide d'intervenir au Palais Malatestiano avec de petits travaux de restauration pour restaurer les salles du Musée Civique et de la pinacothèque, par exemple avec les travaux confiés à l'architecte Lamedica[Qui ?].

## Description
Le Palais Malatesta est le premier exemple d'architecture de la Renaissance dans la région du Metauro. 
Le passage à travers les siècles est attesté par l'agrégation de différents styles architecturaux identifiables dans les fenêtres à meneaux gothiques, les loggias Renaissance et les chapiteaux classiques.

### Extérieur
On accède au Palais Malatesta depuis la Place XX Settembre par l'Arc Borgia-Cybo (du nom des papes Innocent VIII Cybo et Alexandre VI Borgia), dont la construction remonte à 1491.
Avant d'entrer sur la place, à gauche de l'arc, au-dessus de la Via Malatesta, se trouve un pont couvert (appelé Voltone del Teatro) qui relie la résidence Malatesta au Palais de la Raison.
A droite du hall d'entrée, dans une niche avec un encadrement du XVIe siècle, on peut admirer une représentation en marbre de la Madone surnommée Madone des Martinozzi.
À l'intérieur de la Cour Malatesta, la façade principale est caractérisée par une rampe qui mène au premier étage et deux portiques : le premier propre au XVIe siècle se trouve au premier étage, le second au rez-de-chaussée (mis au jour par l'ingénieur Giuseppe Balducci en 1898) avec des chapiteaux gothiques sur lesquels sont sculptées les caractéristiques roses malatestiennes, surmontées de quatre fenêtres à meneaux de style « courtois ».
De la cour intérieure, il est possible d'admirer deux tourelles : celle cylindrique (sur le côté sud) commandée par Galeotto I Malatesta et celle crénelée (sur le côté nord) datant de la période de Pandolfo III Malatesta.

### Intérieur

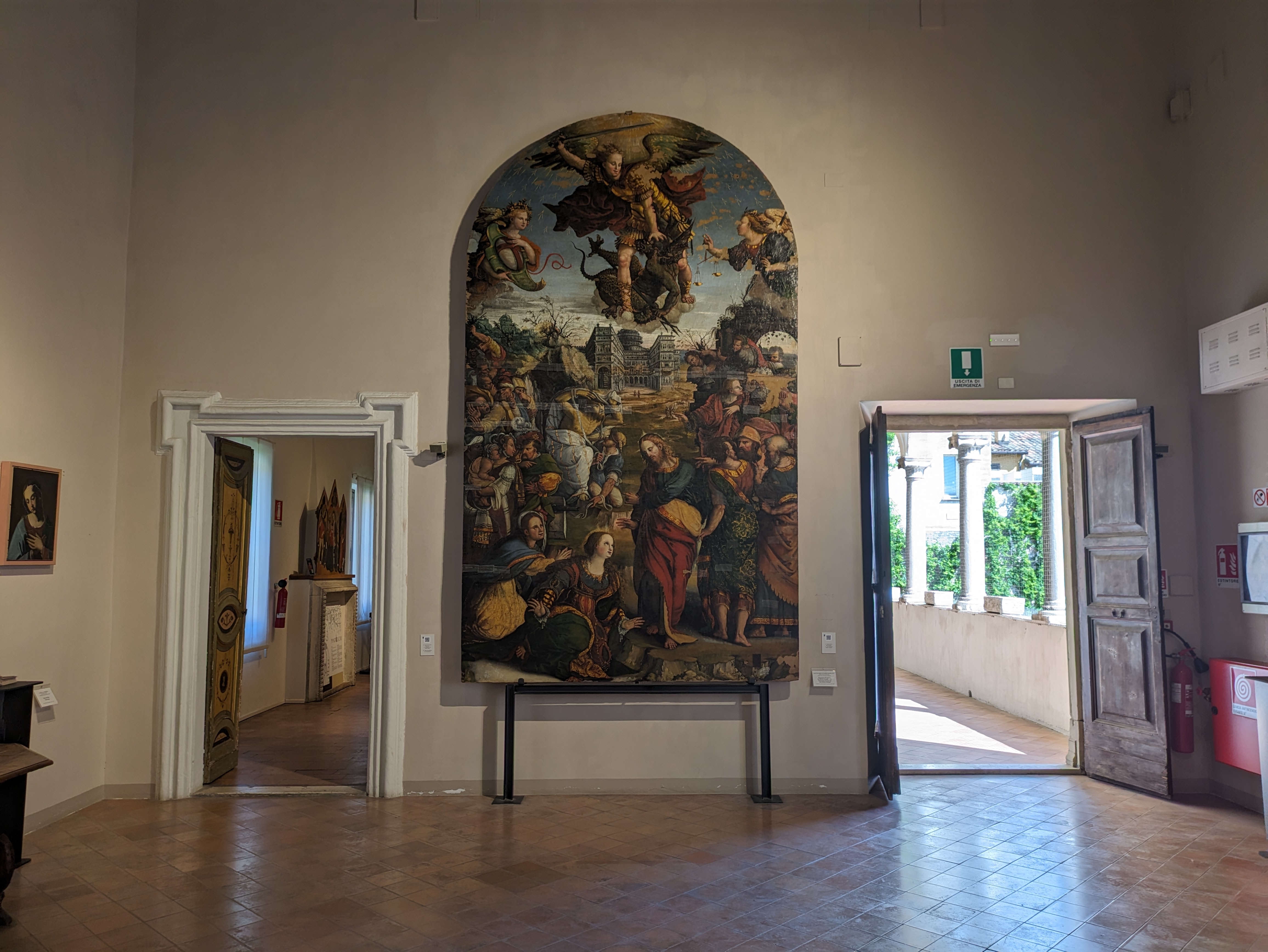
Salle du musée civique.

#### Musées du palais Malatesta

##### Musée civique et galerie d'art
La partie nord du Palais abrite depuis 1898 le Musée Civique et la Galerie d'Art. Les nombreuses salles contiennent d'importantes œuvres historiques et artistiques appartenant à la ville de Fano, et provenant d'autres régions d'Italie. Le musée est divisé en quatre zones thématiques : Archéologie, Numismatique, Céramique et pinacothèque.
Section Archéologie

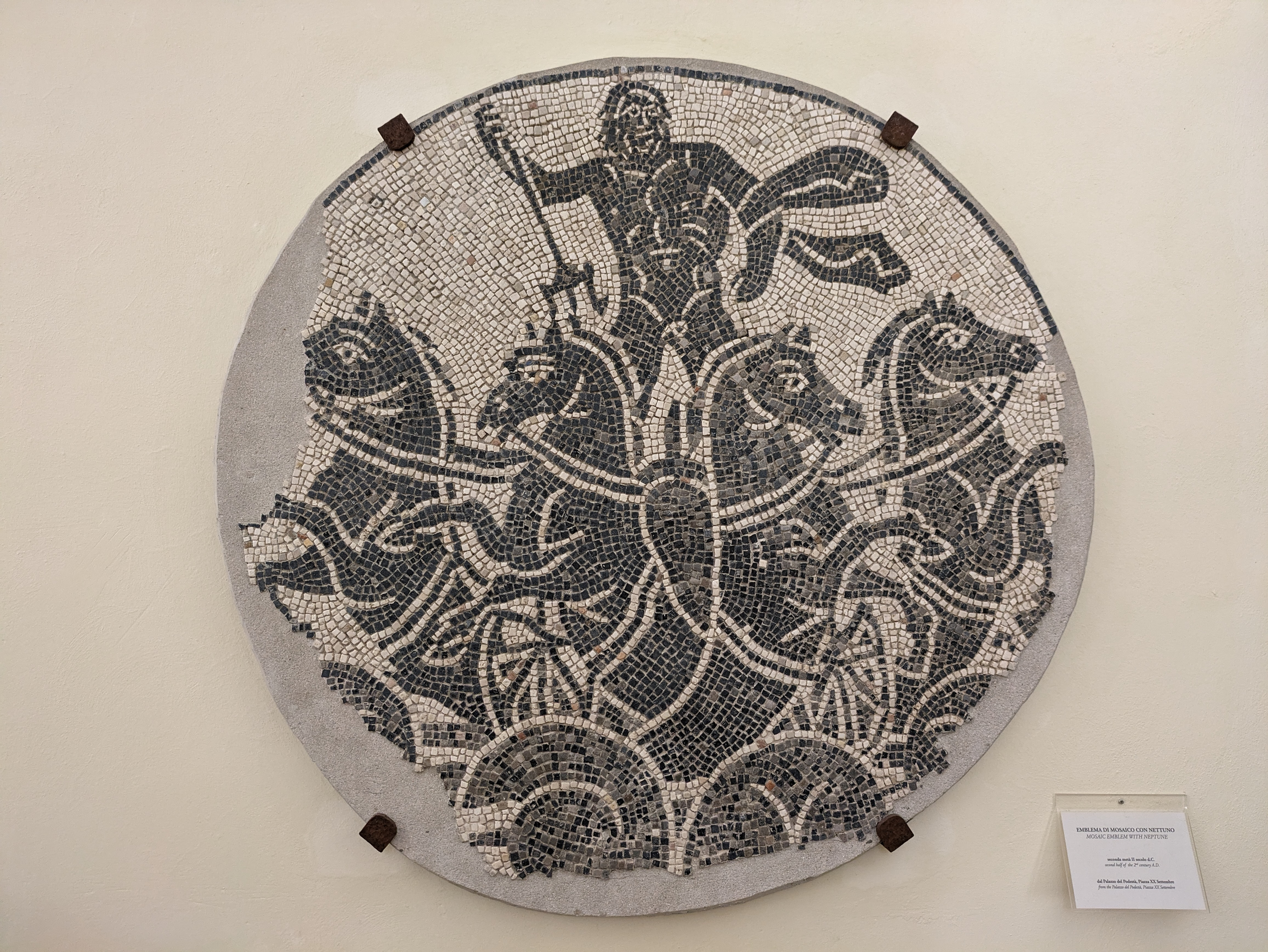
Mosaïque de Neptune dans la section archéologique.

La section archéologique, hébergée dans le portique de Pandolfo III et dans six salles au rez-de-chaussée, atteste de la présence d'établissements pré-protohistoriques, préhistoriques, italiques et romains dans la région de Fano et ses environs (vallée du Metauro, vallée de Cesano et bassin du torrent Arzilla). La civilisation de l'ancienne colonie augustéenne de Fanum Fortunae est documentée notamment par : une production sculpturale (retrouvée près du couvent de San Filippo en 1899), comprenant une statue fragmentée de l'Empereur Claude et une tête féminine représentant probablement Octavie (sœur d' Auguste), des pierres tombales et des collections de pierres, des mosaïques de sol comme celle de la panthère et celle avec le dieu Neptune, des bornes milliaires dont le cippe gracque. Depuis la cour, en remontant la rampe d'accès et en traversant un portail de 1480, on accède au premier étage où se trouve la statue de la Fortune en bronze originale. À droite de la statue se trouvent deux salles : la salle de céramique et la salle de numismatique.
Céramique
Dans la salle à droite de la Statue de la Fortune, on accède à la Section Céramique où se trouve une importante collection de céramiques datant du Modèle:SP-, intéressantes sont celles de la pharmacie de Sant'Elena (première moitié du XIXe siècle) et de l'hôpital S. Croce.
Numismatique
Au premier étage, dans la salle de droite, se trouvent des collections de monnaies romaines (tant de l'époque républicaine qu'impériale), de l'ancien atelier monétaire de Fano et des médailles de l'époque malatestienne.
Galerie d'art
Cette section, divisée en plusieurs salles, contient : une scénographie de Giacomo Torelli, de nombreux tableaux et retables datant du XIVe au XVIIIe siècle, provenant aussi bien des écoles de la région des Marches et d'Émilie-Romagne (Santi, Guerrieri, Cantarini, Ceccarini, Guercino, Guido Reni) que de la Vénétie, de l'Ombrie, et de Naples (certaines de ces œuvres proviennent de collections privées données ou volées dans des églises désaffectées), des polyptyques (comme celui du vénitien Michele Giambono), des portraits et des paysages du Modèle:S)-. Au premier étage se trouvent la Salle du Caminetto avec des œuvres des XIVe et XVe siècles et la Grande Salle, lieu de représentation déjà à l'époque du seigneur Pandolfo III Malatesta, avec un toit à fermes et un portail d'entrée en pierre qui abrite des peintures des XIVe au XVIIe siècle. A côté se trouve la petite Salle du Lavabo qui menait à la Chapelle de la Cour détruite par un arc trilobé de l'époque malatestienne encore visible. Au rez-de-chaussée, par un portail en arc brisé datant de l'époque malatestienne, on accède à la salle Morganti caractérisée par un plafond à poutres avec des consoles sculptées et quelques décorations picturales, peut-être destinée à servir d'armurerie à l'époque malatestienne puis d'archives municipales ; Aujourd'hui, c'est une salle d'exposition de peintures de la fin du XVIIe et XVIIIe siècles. Un escalier intérieur mène à la section consacrée aux œuvres les plus modernes des XIXe au XXe siècle. Au dernier étage à gauche se trouve la loggia supérieure à six arches. Dans la salle du Conseil de la Caisse d'épargne se trouve l'intéressant « Mariage de la Vierge » du Guerchin. À l'intérieur des « anciennes maisons Malatesta », il est encore possible de voir deux voûtes en croisée d'ogives datant de 1300 et une salle avec un plafond soutenu par des consoles sculptées de 1400.

Œuvres de Simone Cantarini
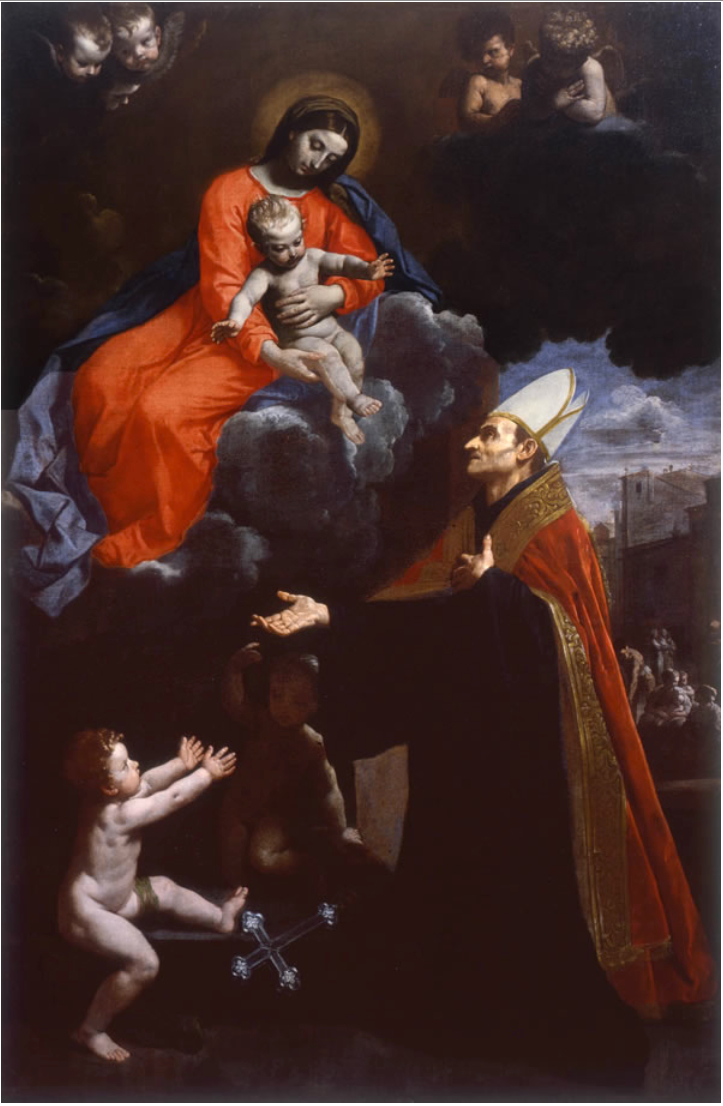
Vierge à l'Enfant avec saint Thomas de Villanova.
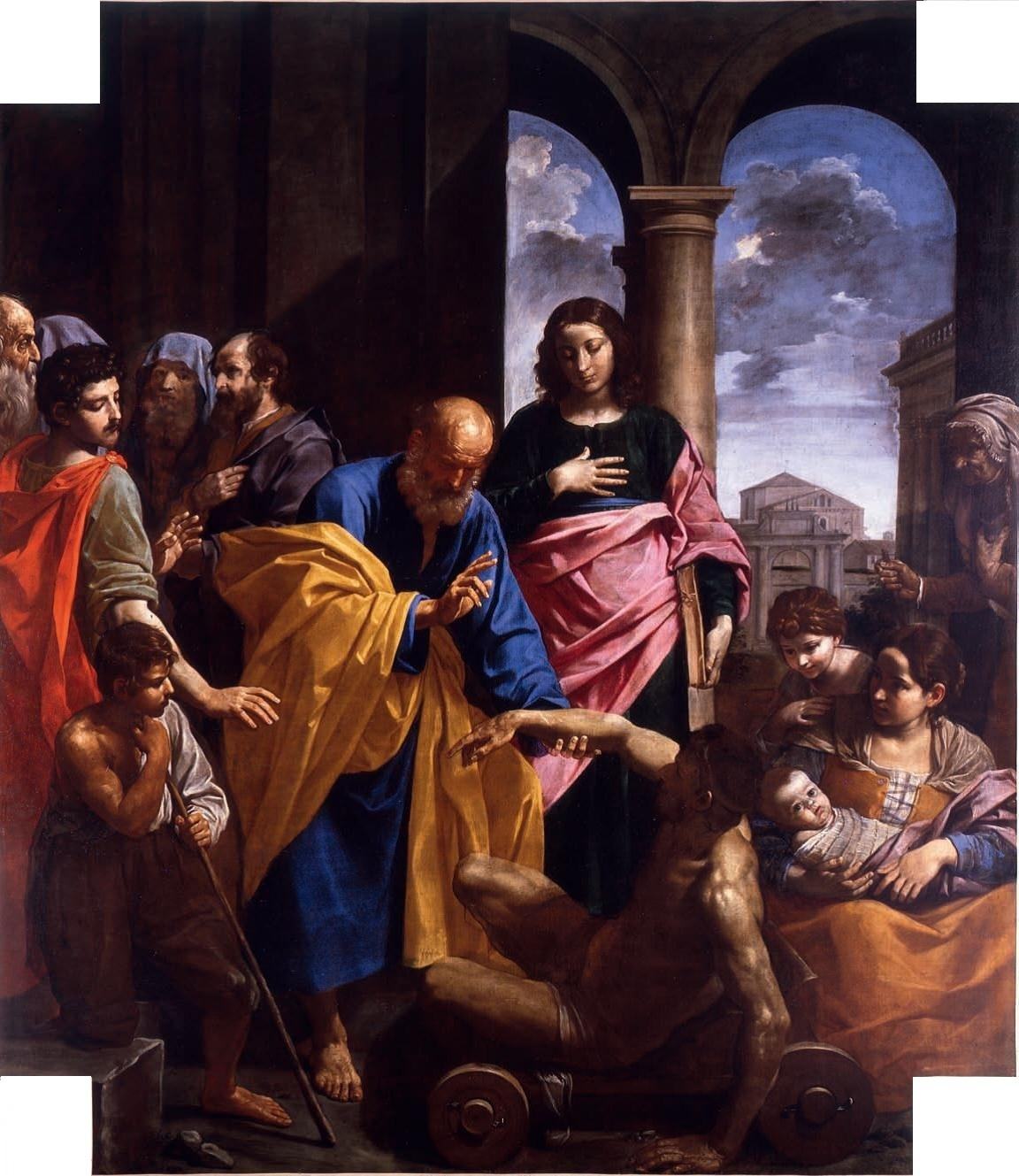
Saint Pierre guérissant l'infirme.
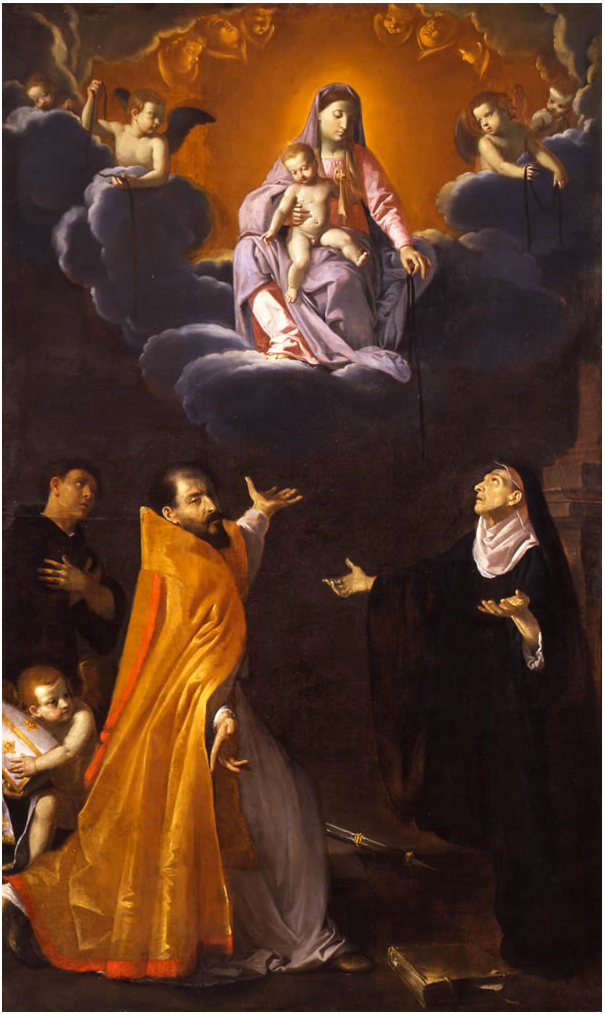
La Vierge de la ceinture.

#### Musée ethnique Bagnaresi
La Salle de la Fondation Carifano, au troisième étage du Palais Malatesta, abrite la vaste collection de Mme Maria Teresa Bagnaresi. La collection est riche en œuvres d'art et d'artisanat ethnique que la dame a collectionnées lors de ses voyages à travers le monde et qu'elle a ensuite décidé d'offrir à sa ville natale. vous pourrez admirer des objets précieux tels que : masques, porcelaines chinoises, statues, armes, bijoux, bronzes, laitons, ivoires, objets en cuivre et en argent. Le Musée ethnique Bagnaresi a été inauguré le 22 juin 2013.

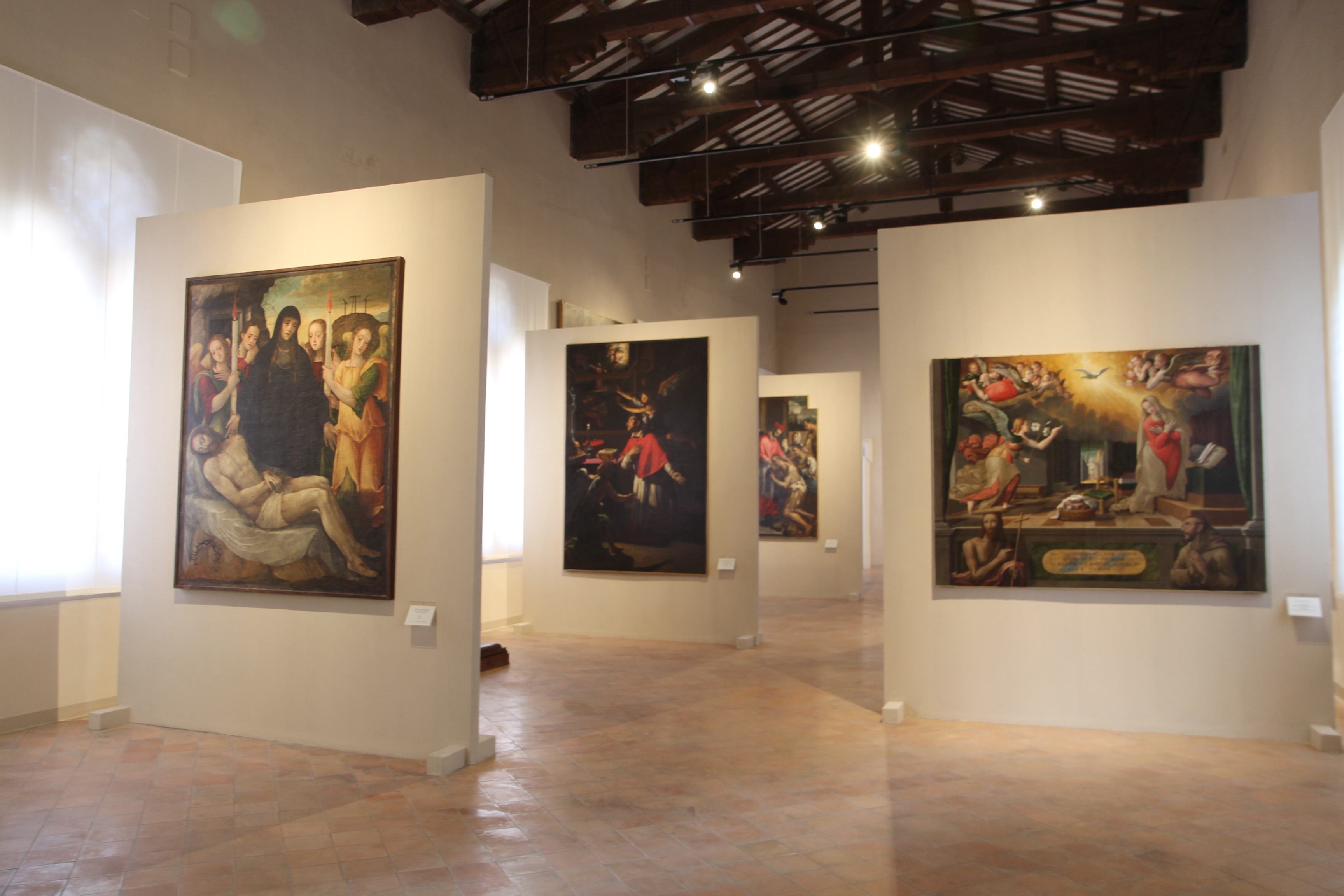
Intérieur du Palais Malatesta - Salle du musée civique.

### Événements et expositions
- Souvent, pendant les mois d'été, de nombreuses conférences, des spectacles de prose et de poésie, des ballets et des concerts sont organisés dans la cour de la Cour Malatestiane, qui sert de théâtre extérieur.

- En décembre 2007, la section archéologique du Musée Civique du Palazzo Malatestiano a accueilli l'exposition Res sacrae, consacrée à la statue de la Fortune et aux objets païens en marbre découverts à Fano.
- Du 24 avril au 13 juillet 2008, l'exposition Maiolika Kéramos s'est tenue au musée civique de Fano.
- Des expositions photographiques sont également proposées, notamment « Toccata et Fugue » de 2012 à 2014.